# Pleurothyrium amapaense
Pleurothyrium amapaense är en lagerväxtart som beskrevs av C. K. Allen. Pleurothyrium amapaense ingår i släktet Pleurothyrium och familjen lagerväxter. Inga underarter finns listade i Catalogue of Life.